# Улица Чайковского (Ижевск)
У́лица Чайко́вского — улица в Ленинском районе города Ижевска. Проходит от Постольской улицы до железной дороги Ижевск — Балезино, соединяет микрорайоны Городок Машиностроителей и Малиновая Гора.
Нумерация домов ведётся от Постольской улицы.

## История
Улица существует с 1936 года. 28 августа 1938 года исполком ижевского городского совета депутатов назвал улицу именем знаменитого земляка — композитора П. И. Чайковского (родился и вырос в Воткинске, многие его родственники также жили и в Ижевске).

## Описание
Улица Чайковского находится на западе Ижевска, в микрорайоне Малиновая Гора и прилегающем к нему частном секторе. Расположена между Балезинской улицей и улицей Лермонтова (параллельно последним).
Улица начинается на северо-западной окраине посёлка Машиностроителей рядом с домом № 80 и проходит в северном направлении через частный сектор (район Лесозавода). У завода ячеистого бетона улица пересекает Шабердинский тракт и следует далее в северо-восточном направлении по району Малиновая Гора. Улица пересекает железнодорожные пути станции Заводская и сразу за ними разделяется на 2 автодороги, одна из которых ведёт к шлакоотвалам завода «Ижсталь», а другая соединяет улицу Чайковского с автокооперативами, расположенными между станцией Заводская и Ижевским прудом.
Пересечения:
- Транспортная улица
- Улица Николая Островского
- Улица Крылова
- Улица Писарева
- Тульская улица
- Улица Гастелло
- Шабердинский тракт

### Застройка
Улица Чайковского имеет смешанную застройку. Участок между Постольской улицей и Шабердинским трактом имеет индивидуальную малоэтажную застройку. Чётная сторона улицы к северу от Шабердинского тракта застроена многоэтажными жилыми домами, а нечётная сторона — промышленными зданиями и сооружениями.

### Примечательные здания и сооружения
По нечётной стороне:
- № 69 — Завод ячеистого бетона
- № 83 — гаражный кооператив «Газовик»
- № 85 — гаражный кооператив «Волна»

По чётной стороне:
- № 62 — супермаркет «Магнит»
- № 80 — детский сад № 170[7]
- № 82 — Группа компаний AVEXPRO

## Транспорт
Улица пригодна для проезда транспортных средств, но на участке от Постольской улицы до улицы Гастелло не имеет асфальтового покрытия.
По улице не проходит ни один маршрут общественного транспорта. На Шабердинском тракте находится остановка «Ул. Чайковского» автобусных маршрутов № 8, 21, 34, 353.